# Cancun 22
Cancun 22 è l'album d'esordio del musicista statunitense Bill Hubauer, pubblicato il 2 luglio 2022 dalla Radiant Records come Bill Hubauer and Friends.

## Descrizione
L'album nasce dall'idea di Hubauer di realizzare un album come solista. Per fare ciò si avvalse della collaborazione dei suoi compagni di band Eric Gillette, Neal Morse e Mike Portnoy, ed è composto per lo più da cover, rivisitate in chiave rock progressivo.

## Tracce
1. Intro Number One – 2:47
2. Wild World – 4:06
3. On Broadway – 7:12
4. Intro Number Two – 0:22
5. What You Leave Behind – 4:34
6. Meine Kleiner Grüner Kaktus – 2:32
7. Your Place in the Sun – 4:08
8. Intro Number Three – 7:18
9. Back In The USSR – 2:50
10. Intro Number Four – 0:59
11. It Don't Come Easy – 2:58
12. Oh Darling – 3:49
13. Kayla – 5:37
14. Cesar Mendiburu – 1:27
15. Wind At My Back – 5:15

## Formazione
- Bill Hubauer – voce, tastiera, chitarra, flauto

### Ospiti
- Neal Morse - voce, basso, chitarra
- Eric Gillette - voce, chitarra
- Mike Portnoy - voce, batteria